# 화학 원론
《화학 원론》Traité élémentaire de chimie은 앙투안 라부아지에가 쓴 화학 교과서이다. 1789년에 출판된 이 책은 화학계에 많은 영향을 미쳤다.
《화학 원론》은 최초의 근대적 화학 교과서로 여겨진다. 이 책에는 산소, 질소, 수소, 인, 수은, 아연, 황 등 더 이상 쪼개지지 않는 물질 즉 원소의 목록이 담겨있다. 이 목록 역시 현대적인 원소 목록의 토대를 이루고 있다. 하지만 라부아지에는 빛과 열소도 물질로 보고 목록에 포함시겼다.